# SN 1963P
SN 1963P – supernowa typu Ia odkryta 30 września 1963 roku w galaktyce NGC 1084. Jej maksymalna jasność wynosiła 14,00m.